# Interleukin 12
Interleukin 12 (IL-12) je cytokin, který ještě s IL-23, IL-27 a IL-35 patří do IL-12 cytokinové rodiny. Vzhledem k zprostředkovávání komunikace od vrozené části imunity k imunitě adaptivní se jedná o jeden z velmi důležitých cytokinů imunitního systému, který řídí zánětlivou odpověď imunity.

## Molekulární struktura
Z molekulárního hlediska je IL-12 heterodimer tvořen dvěma podjednotkami p35 a p40, které jsou propojené disulfidickými můstky.
Podjednotka p40 tvoří část heterodimeru IL-23 a podjednotka p35 heterodimeru IL-35.

## Produkce
IL-12 je hlavně produkován aktivovanými antigen prezentujícími buňkami (APCs) jako jsou dendritické buňky, makrofágy a monocyty, ale méně také granulocyty a B lymfocyty. Tyto buňky mohou spustil produkci IL-12 po ligaci povrchových molekul jako jsou Toll-like receptory (TLRs), receptory pro IFN-β a IFN-γ nebo CD40/CD40L. Geny pro p35 a p40 se nacházejí na odlišných chromozomech, tudíž jejich exprese je alespoň částečně rozdílně regulována.
TLRs rozpoznávají molekuly pocházející z patogenů a transkripce p40 je zahájena po ligaci většiny TLRs, zatímco transkripce p35 pouze po ligaci TLR3, TLR4 a TLR8. V signalizaci TLRs hrají roli transkripční faktory NF-κB a IRFs.
Receptory pro IFN-β a IFN-γ také upregulují expresi obou podjednotek a transkripčními faktory jsou IRFs.
Dále je také exprese zvýšena v dendritických buňkách po interakci s T lymfocyty prostřednictvím CD40/CD40L.

## Receptor IL-12R
Receptor pro IL-12 se hlavně nachází na povrchu NK buněk a T lymfocytů. Receptor je také heterodimerem a skládá se ze dvou transmembránových podjednotek IL-12Rβ1 a IL-12Rβ2. IL-12Rβ1 podjednotka interaguje s p40 podjednotkou a je také součástí receptoru pro IL-23, který je částečně tvořen právě p40. IL-12Rβ2 podjednotka interaguje naopak s p35 a také zprostředkovává přenos signálu dovnitř buňky po navázání IL-12 na receptor.

### Signalizace
Signalizace IL-12R je fosforylační kaskáda a hlavními komponenty jsou Janus kinázy (JAKs) a transkripční faktory STAT.
Po navázání IL-12 na receptor dojde k fosforylaci JAK2, která je asociována s IL-12Rβ2. Fosforylovaná JAK2 následně fosforyluje tyrosinový zbytek na receptorové podjednotce, která slouží k navázání transkripčního faktoru STAT4. STAT4 je po navázání také fosforylován, následně dimerizuje a dochází k jeho translokaci do buněčného jádra, kde řídí transkripci příslušných genů.

## Funkce
NA cílové buňky působí IL-12 hlavně indukcí transkripce genu pro IFN-γ, na jehož promotor nasedá právě transkripční faktor STAT4, a polarizaci T buněčné odpovědi na Th1 typ. Jak již bylo zmíněno výše, IL-12R se nachází hlavně na NK buňkách a T lymfocytech, tudíž IL-12 působí převážně právě na tyto dva typy imunitních buněk.
Naivní T lymfocyty (Th0) jsou při antigenní prezentaci od APCs polarizovány v jeden typ T buněčné odpovědi právě pomocí cytokinového mikroprostředí. IL-12 sekretovaný dendritickými buňkami při prezentaci antigenu právě řídí polarizaci naivních T lymfocytů na Th1 lymfocyty a zároveň blokuje polarizaci na Th2.
IL-12 spouští sekreci IFN-γ v NK buňkách, Th1 polarizovaných lymfocytech a cytotoxických T lymfocytech (CTLs). IFN-γ poté může působit zpětně na makrofágy nebo například B lymfocyty a působit tak prozánětlivě.